# Karolina Jaroszek
Karolina Jaroszek (ur. 12 kwietnia 1990) – polska lekkoatletka, płotkarka.

## Kariera sportowa
Zawodniczka RLTL ZTE Radom. Brązowa medalistka mistrzostw Polski w biegu na 100 metrów przez płotki (2012). Ponadto w tej konkurencji zdobyła m.in. trzy medale  młodzieżowych mistrzostw Polski (srebrny medal w 2010 oraz brązowe medale w 2011 i 2012). Halowa wicemistrzyni Polski (2010) oraz dwukrotna brązowa medalistka halowych mistrzostw Polski w biegu na 60 metrów przez płotki (2011 i 2012).
Rekord życiowy w biegu na 100 metrów przez płotki: 13,53 (2012)